# فیلیت

فیلیت

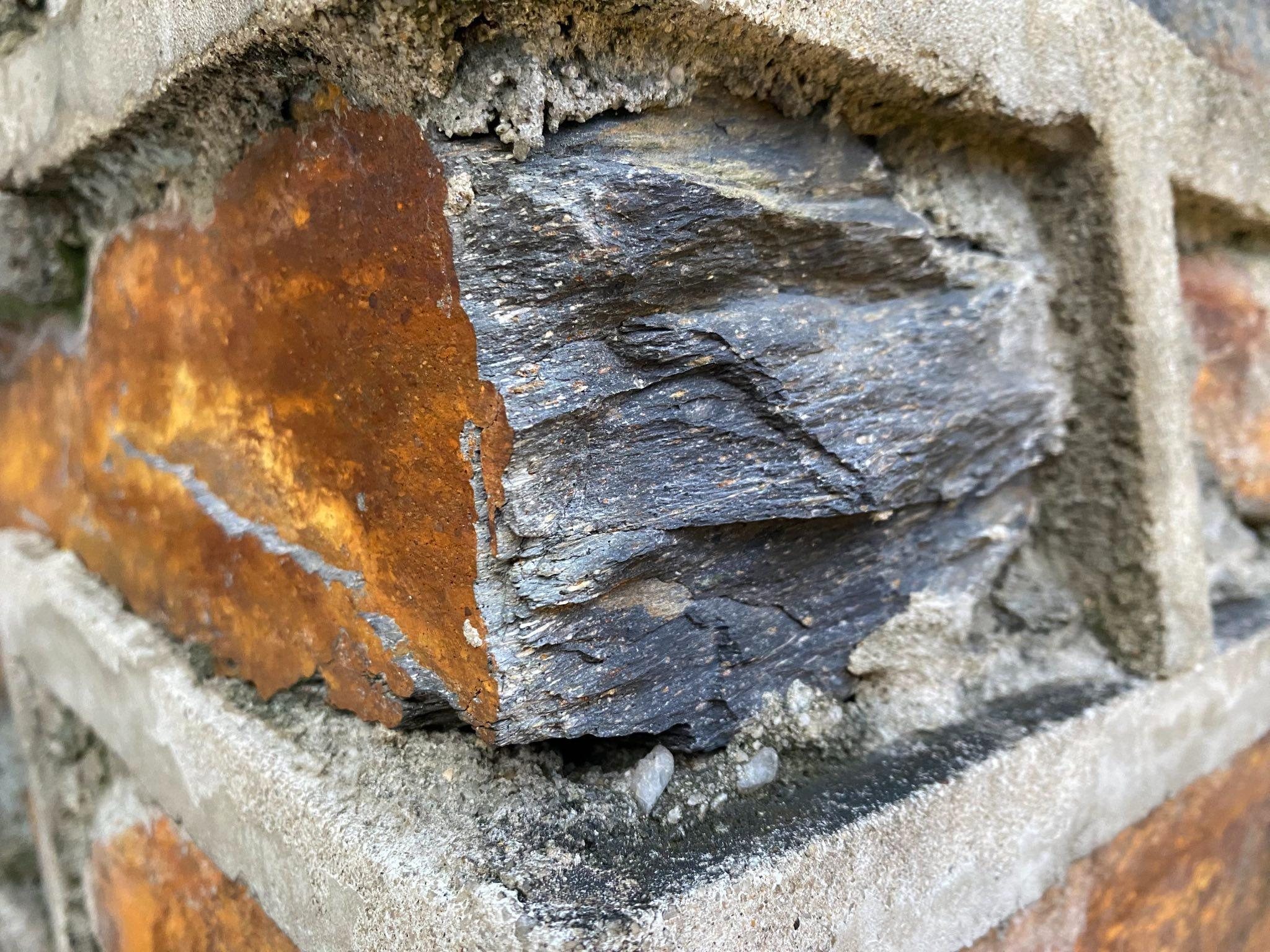
سنگ دوک که در آن بافت فیلیتی دیده می‌شود.

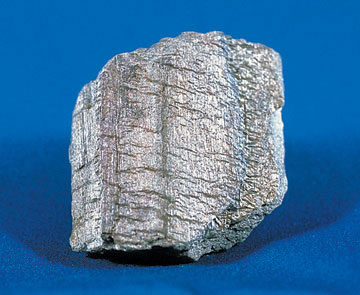
فیلیت

فیلیت (انگلیسی: Phyllite) (سنگِ بَرگ) نوعی سنگ دگرگونی ورقه‌ای است که از دگرگونی بیشتر سنگ لوح تشکیل می‌شود، به طوری که میکا سفید بسیار ریزدانه جهت‌گیری ترجیحی پیدا می‌کند. این سنگ عمدتاً از کوارتز، میکا سریسیت و کلینوکلر تشکیل شده است.
فیلیت دارای پوسته‌های میکا ریزدانه است، در حالی که سنگ لوح دارای پوسته‌های میکا بسیار ریز و شیست دارای پوسته‌های میکا بزرگ است که همه آنها جهت‌گیری ترجیحی پیدا کرده‌اند. در میان سنگ‌های دگرگونی ورقه‌ای، فیلیت نشان‌دهنده درجه‌ای از دگرگونی بین سنگ لوح و شیست (اَردُوال) است.
بلورهای ریز گرافیت، سریسیت یا کلریت، یا میکا سفید شفاف و ریزدانه، درخشندگی ابریشمی و گاهی طلایی را به سطوح شکستگی (کلیواژ) می‌بخشند که به آن «جلای فیلیتی» می‌گویند.
نام فیلیت از واژه‌ی یونانی "phyllon" به معنای "برگ" گرفته شده است.
سنگ آغازین فیلیت، شیل یا پلیت است. یا سنگ لوح، که به نوبه خود از یک سنگ آغازین شیل آمده است. کانی‌های ورقه‌ای تشکیل دهنده آن بزرگتر از کانی‌های سنگ لوح هستند اما با چشم غیرمسلح قابل مشاهده نیستند. گفته می‌شود که فیلیت‌ها دارای بافتی به نام «جلای فیلیتی» هستند و معمولاً به عنوان سنگ‌هایی طبقه‌بندی می‌شوند که در شرایط دگرگونی درجه پایین از طریق دگرگونی ناحیه‌ای رخساره‌های دگرگونی تشکیل شده‌اند.
فیلیت دارای قابلیت تورق (تمایل به شکافتن به ورقه‌ها) خوبی است. فیلیت‌ها معمولاً به رنگ سیاه تا خاکستری یا خاکستری مایل به سبز روشن هستند. این لایه بندی معمولاً ظاهری چروکیده یا مواج دارد. فیلیت‌ها عمدتاً در سنگ‌دانه‌های تزئینی، دکوراسیون داخلی، سنگ‌های ساختمانی، سنگ‌های نما، تزئینات باغ و جدول‌بندی استفاده می‌شوند. سنگ قبر، لوح‌های یادبود، خلق آثار هنری و نوشتن روی تخته سنگ برخی از کاربردهای تجاری آن است.
فیلیت معمولاً در متاسدیمنت‌های دالرادین در شمال غربی جزیره آران یافت می‌شود. در شمال کورنوال، فیلیت‌های تردورن و فیلیت‌های وول‌گاردن وجود دارند.
«سنگ لوح» کارولینا اغلب فیلیت آتشفشانی است. نوعی از سنگ لوح کارولینا، سنگ دوک، یک فیلیت داسیتی است که شکسته شده و با اکسید آهن رنگ‌آمیزی شده است.